# Carcharodopharynx
Genre
Carcharodopharynx est un genre de vers plats terrestres de la famille des Typhloplanidae.

## Systématique
Le nom valide complet (avec auteur) de ce taxon est Carcharodopharynx Poche, 1926.
Anciennement considéré comme unique représentant de la famille des Carcharodopharyngidae, le genre a été reclassé dans la famille des Typhloplanidae. La famille des Carcharodopharyngidae a ainsi été supprimée.

### Synonymes
Carcharodopharynx a pour synonyme Acanthopharynx Reisinger, 1924.

### Liste des espèces
Selon la base de données World Register of Marine Species (3 janvier 2024), le genre Carcharodopharynx contient les espèces suivantes :
- Carcharodopharynx arcanus (Reisinger, 1924) Poche, 1926 ;
- Carcharodopharynx schlitzensis Houben, Schwank & Artois, 2015.